# Lisandro López (football, 1989)
Pour les articles homonymes, voir Lisandro López et López.
Lisandro Ezequiel López, né le 1er septembre 1989 à Villa Constitución, est un footballeur professionnel argentin. Il évolue au poste de défenseur central au sein du Club Olimpia.

## Biographie

### Carrière en club

#### Chicarita Juniors (2009-2010)
Lisandro Ezequiel Lopez fait ses débuts avec le club argentin des Chicarita Juniors le 22 août 2009 lors d'une défaite contre le CA Tigre.

#### Arsenal de Sarandi (2010-2013)
Il s'engage en juillet 2010 avec l'Arsenal de Sarandi.

#### Benfica Lisbonne (2013-2018)
Le 10 juillet 2013, il s'engage pour une durée de cinq ans au Benfica Lisbonne; le montant du transfert s'élève à 5 millions d'euros. Il est ensuite prêté pour une saison au club espagnol de Getafe. Il rentre au Benfica Lisbonne à la fin du prêt. Le 22 octobre 2014, lors d'un match de phases de poules de Ligue des Champions contre l'AS Monaco, il récolte un carton rouge pour un tacle dangereux sur João Moutinho.

#### Inter Milan & Genoa CFC (depuis 2018)
Le 15 janvier 2018, il est prêté à l'Inter Milan avec option d'achat, mais s'engage finalement avec le Genoa CFC le 8 août 2018jusqu'au 31 janvier 2019.

#### Boca Juniors (depuis le 31 janvier 2019)
Depuis le 31 janvier 2019, il est prêté au club argentin du Boca Juniors avec option d'achat.

## Palmarès

### En club
- Vainqueur du Tournoi d'ouverture du championnat d'Argentine 2011 avec l'Arsenal de Sarandí
- Vainqueur de la Supercoupe d'Argentine 2012 avec l'Arsenal de Sarandí
- Championnat du Portugal : 2015, 2016 et 2017 avec le Benfica Lisbonne